# 麥科德本德 (密蘇里州)
麥科德本德（英語：McCord Bend）是位於美國密蘇里州斯通縣的村。

## 人口
根據2020年美國人口普查的數據，麥科德本德的面積為0.84平方千米，當中陸地面積為0.76平方千米，而水域面積為0.08平方千米。當地共有人口212人，而人口密度為每平方千米252人。